# Receptor opioide

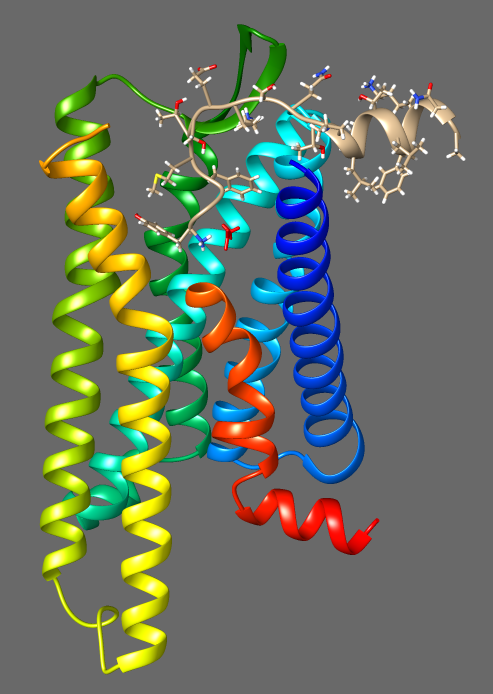
Receptor μ-opioide en representación de cinta con los colores del arco iris con el ligando endógeno β-endorfina. La parte superior de la hélice 7 está oculta.

Los receptores opioides son receptores acoplados a proteínas G que tienen a los opioides como ligandos y cumplen diversas funciones, por ejemplo, en el procesamiento del dolor y el estrés, en el sistema inmunitario y en el control del comportamiento social. Los cuatro tipos principales, mu (MOR), kappa (KOR), receptor opioide delta (DOR) y receptor de nociceptina (NOR), están ampliamente distribuidos en los vertebrados. En los mamíferos y muchos vertebrados terrestres, los receptores se expresan en las neuronas del sistema nervioso periférico y central, donde aseguran una transmisión excitatoria atenuada mediante la inhibición pre y postsináptica. Dentro de esta familia de receptores, el receptor μ-opioide es el que mejor se ha estudiado. Es el receptor diana de numerosos fármacos utilizados para el alivio del dolor que actúan como agonistas MOR. Actualmente (2024) la analgesia clínica con opioides está mediada por el MOR. Existe un número inusualmente elevado de variantes de empalme de los receptores opioides, con más de veinte de los tipos MOR y NOR en humanos. 

## Historia del descubrimiento
La existencia de receptores opioides fue postulada por Beckett y Casy en 1954. En 1967, William R. Martin anticipó la existencia de distintos tipos de receptores opioides. En 1973, tres grupos de investigación (Snyder, Simon, Terenius) lograron demostrar de forma independiente la existencia de sitios específicos de unión de opioides en cerebros de mamíferos utilizando los ligandos naloxona, etorfina y dihidromorfina marcados con tritio. Candace Pert y Solomon Snyder realizaron con éxito el primer estudio detallado de este tipo.
En 1976/77, William Martin y el grupo de trabajo Hans Walter Kosterlitz propusieron letras griegas para la designación de los tipos de receptores conocidos hasta entonces. Las denominaciones μ-OR, κ-OR y δ-OR se derivaron de las respectivas letras iniciales de los ligandos selectivos morfina y ketazocina, así como del tejido vas deferens. Esta terminología se aceptó por recomendación de la International Narcotics Research Conference. El receptor de nociceptina, que fue el último miembro de la familia de receptores en descubrirse, se designó inicialmente ORL1 (opioid receptor-like).
En la década de 2010, se dilucidaron las estructuras tridimensionales de todos los principales tipos de receptores opioides.

## Efectos de su activación
De forma genérica, la consecuencia del acoplamiento de opioides a sus respectivos receptores es una clara inhibición de la actividad bioeléctrica de la neurona y, en la terminación nerviosa, una reducción de la capacidad para liberar el neurotransmisor debido a la apertura de los canales de potasio.

## Efectos de los agonistas sobre los receptores opioides
- Efectos centrales
  - sedación
  - euforia
  - analgesia
  - depresión respiratoria o baja respiración
  - supresión de la tos
  - miosis
  - náuseas y vómitos
  - acciones neuroendocrinas
  - otros
- Efectos periféricos
  - gastrointestinales
  - cardiovasculares
  - liberación de histamina
  - riñones
  - relajación muscular.